# Epistlar
Epistlar är en svenskspråkig EP från 2021 av artisten Albin Lee Meldau.

## Låtar på EP:n
| Nr | Titel                           |
| -- | ------------------------------- |
| 1. | Josefin                         |
| 2. | Segla                           |
| 3. | Ord som rimmar på dig           |
| 4. | Kamomilla stad                  |
| 5. | Andas - Andas in andas ut       |
| 6. | Det är vackrast när det skymmer |